# Paradosso di Abilene
Il paradosso di Abilene (pron. /ˈæbəliːn/) è un paradosso in cui un gruppo di persone prende una decisione che va contro gli interessi di tutti gli individui del gruppo. È causato da un problema di comunicazione interno al gruppo, per cui ciascun membro crede erroneamente che la propria preferenza sia contraria a quella del gruppo e non prova nemmeno a sollevare obiezioni. Il paradosso è descritto con una storia spesso presentata ai corsi di management.

## La storia
Una tranquilla famiglia americana composta da una ragazza, dal marito e dai genitori di lei, stava trascorrendo un afoso pomeriggio estivo a Coleman nel Texas, in una bella casa con giardino, aria condizionata e piscina. Erano in veranda e giocavano a carte. In un momento in cui la conversazione languiva, il suocero se ne uscì con un "Che ne direste di andarcene tutti a cena ad Abilene?". La ragazza, per compiacere il padre, subito disse "Mi pare una bella idea!". Il marito, che pensava alle oltre 50 miglia da passare alla guida con quel caldo, ma non voleva contrastare il suocero, disse alla suocera: "Se anche tu sei d'accordo potremmo metterci in macchina". E la suocera: "Certo che vengo volentieri, è da parecchio che non vado ad Abilene."
Detto fatto si misero in cammino. Il viaggio fu caldo, polveroso, e con molto traffico. Ad Abilene cercarono una pizzeria per mangiare e dopo vari giri per trovare un parcheggio finirono in una trattoria messicana, dove mangiarono male e spesero uno sproposito. Sulla via del ritorno bucarono una gomma e stentarono a trovare una stazione di servizio che li aiutasse. Dopo quattro ore si ritrovarono a casa accaldati, stanchi e delusi. Erano sdraiati sui divani e il vecchio azzardò ambiguamente "È stato un bel tragitto!". La suocera disse che avrebbe preferito rimanere a casa, ma che non voleva raffreddare l'entusiasmo degli altri. Anche il marito disse che aveva accettato solo per compiacere gli altri tre. La ragazza aggiunse "Dovevamo essere pazzi a metterci in macchina con questo caldo!". Concluse il suocero "Io l'ho proposto perché mi sembravate annoiati".
Morale: questa favoletta, probabilmente inventata, tende ad attirare l'attenzione sul fatto che nella maggioranza dei casi l'essere umano si adegua istintivamente a quella che crede essere la volontà del gruppo. Questo atteggiamento fa il paio con "Ma lo fanno tutti", che è la classica scusa di chi non trova altra giustificazione a un proprio errore. Con questo esempio invece si vuol spingere l'individuo a una realistica e indipendente valutazione di ogni situazione, scegliendo e proponendo quella che a suo giudizio è la soluzione migliore. Possono rimanere perplessi gli amanti della democrazia "ideale".
I ricercatori in questo campo hanno proposto vari mezzi con i quali i gruppi di persone possano evitare tale comportamento disfunzionale. Tra questi, nessuno si è mostrato più efficace di includere persone con formazione differente nel processo decisionale. I gruppi così costituiti tendono a essere più efficaci nell'evitare il paradosso di Abilene e tendono a essere capaci di prendere decisioni migliori.